# Fridtjof Nansen
Fridtjof Nansen (Store-Froen kod Osla, 10. listopada 1861. – Lysaker, 13. svibnja 1930.), norveški istraživač, zoolog i diplomat.
Fridtjof Nansen, jedan od najpoznatijih svjetskih polarnih istraživača, stekao je svjetsku slavu svojim ekspedicijama preko Grenlanda i putovanjem brodom Fram preko Arktičkog oceana. Bio je izniman znanstvenik, kasnije profesor zoologije i oceanografije, ali i sposoban skijaš, što mu je bilo od velike koristi u polarnim istraživanjima. 
Godine 1888. je bio prvi koji je na psećim saonicama istražio unutrašnjost Grenlanda. Sjeverno polarno more je istraživao od 1893. – 1896. Dobitnik je Nobelove nagrade za mir 1922. godine. Pridonio je potpisivanju ženevskog protokola o izbjeglicama za koje je uvedena putovnica nazvana njegovim imenom "Nansen-putovnica". Na čelu Visokog povjerenstva za izbjeglice koje je vodio, zbrinuo je na stotine tisuća izbjeglica.

## Djetinjstvo i mladost
Fridtjof Nansen rođen je 10. listopada 1861. u Frøenu blizu Osla.

Njegovi roditelji su ga odmalena učili nesebičnosti, poštenju, jednostavnosti, umjerenosti, marljivosti i postojanosti. Poduke iz djetinjstva Nansen je pamtio čitav život.

Godine 1880. upisao je studij zoologije na Sveučilištu u Oslu, a dvije godine kasnije, još kao student, sudjelovao je u ekspediciji koja je istraživala istočne obale Grenlanda. Ovo putovanje bilo je njegovo prvo iskustvo Arktika i odredilo je njegovu buduću karijeru. Narednih šest godina posvetio se studiju te je 1888. doktorirao, također na Sveučilištu u Oslu.

## Znanstvenik i istraživač
Iste godine, nakon dužeg planiranja, s peteročlanom ekipom odlazi na Grenland čija je unutrašnjost dotad bila neistražena. U dva mjeseca, prošli su na skijama put od istočne do zapadne obale Grenlanda i donijeli podatke o dotad nepoznatoj i neistraženoj zemlji.
1893. godine ekspedicija je potrajala je 35 mjeseci, a cilj joj je bio približiti se Sjevernom Polu što je više moguće. Putovanje je bilo sa brodom „Fram“  koji je bio opremljen kao laboratorij za znanstvena istraživanja.

Nansen je planirao ploviti prema istoku i očekivao je da će brod, dosegnuvši istočnu sibirsku obalu, ploviti dalje nošen ledenom kapom u smjeru sjeverozapada. Teorija se pokazala utemeljenom, no brod se nije približio Polu onoliko koliko je Nansen priželjkivao, zbog čega je zajedno s kolegom napustio brod i otišao u pravcu sjevera.

Međutim, ledena kapa se kretala u pravcu juga, otežavajući im put. Ipak, iako su ostali bez zaliha hrane za sebe i pse koji su vukli saonice, Polu su se uspjeli približiti više nego itko prije njih. Morali su se vratiti. Nakon 132 dana odsutnosti s broda, došli su do otoka Zemlje Franje Josipa gdje su i prezimili snalazeći se na najrazličitije načine. U Norvešku su se vratili u ljeto 1896., kao i posada broda koji je nastavio ploviti zarobljen ledenom kapom.

Ovim pothvatom Nansen je stekao međunarodni ugled, a znanost niz novih podataka o magnetizmu Zemlje, aurori borealis, meteorologiji, oceanografiji i zoologiji.

Od 1897. godine predavao je zoologiju, a od 1908. i oceanografiju na Sveučilištu u Oslu. U sljedećih pet godina sudjelovao je u nekoliko znanstvenih ekspedicija, gostovao na svim važnijim svjetskim sveučilištima, objavio mnoga istraživanja... Planirao je i veliku ekspediciju na Južni Pol, no to nikada nije ostvario.

Fridtjofa Nansena slavnim su učinile njegove polarne ekspedicije koje su ujedno bile polazište za njegov kasniji diplomatski i humanitarni rad.

## Diplomat
Humanitarni rad Fridtjofa Nansena pravo je čudo organizacije. 
Nikada nije bio plaćen za svoj rad pa su ga mnogi smatrali naivnim i žrtvom političara, no Nansen je vjerovao da pomoć ljudima mora biti ispred političkih odluka. 
Kada je 1905. Norveška izašla iz unije sa Švedskom, postojala je opasnost od izbijanja oružanog sukoba, a Nansenu je pripala uloga pregovarača.

1917. posredovao je u sporazumu sa SAD-om kako bi se izbjegla glad u neutralnoj Norveškoj za vrijeme I. svjetskog rata.

Od 1920. do 1929. predstavljao je Norvešku u Ligi naroda.

U proljeće 1920. Liga naroda povjerila je Nansenu prvi veliki zadatak – imenovan je Visokim komesarom za ratne zarobljenike u Ligi naroda. Godinu i pol dana nakon završetka rata stotine tisuća zarobljenika ostalo je u Sibiru i drugim dijelovima azijskog dijela Rusije. Iako su pravno bili slobodni, nisu se mogli vratiti kućama zbog nedostatka sredstava i organizacije u ratom osiromašenim zemljama. Kako bi preživjeli, bilo je nužno organizirati njihov povratak prije nadolazeće zime. Nansen je bio odličan organizator, vrlo praktičan i odlučan; pregovarao je s vladama, izgradio djelotvornu administraciju, skupio novac, podigao kredit, osigurao hranu, odjeću i lijekove, posudio brodove i koordinirao napore humanitarnih organizacija. Oko 450 000 bivših ratnih zarobljenika vraćeno je kući u 26 različitih zemalja.

Još dok je bio zaokupljen povratkom ratnih zarobljenika, povjeren mu je idući zadatak – postao je Visoki komesar za izbjeglice. Milijuni izbjeglica iz I. svjetskog rata bili su raspršeni širom Europe i Azije i nisu se mogli, vratiti kućama jer su većinom bili nezaposleni bez osnovnih sredstava za život, preseljavani iz države u državu. Bilo je potrebno osigurati im smještaj i zaposlenje kako bi se opet osjećali sigurnima i vrijednima. Mnogi su bili bez putovnica i identifikacijskih isprava, što je otežavalo odnose s vlastima. Nansen je riješio ovaj problem uvodeći novi oblik putovnice koji je poslužio kao međunarodna isprava priznata u 50 zemalja. 

Stalan problem bio je nedostatak sredstava, pa je Nansen koristio vlastita sredstva i imovinu kako bi pomogao.

Godine 1921. Crveni križ dodijelio je Nansenu novi zadatak – organizaciju pomoći za milijune Rusa i Ukrajinaca koje je pogodila velika glad u razdoblju od 1921.÷23. Ovo je možda bio i njegov najteži zadatak jer je stanje bilo veoma kritično, broj ljudi kojima je bila potrebna pomoć bila je golema, i moralo se reagirati vrlo brzo. Za pomoć je molio javnost, vlade, organizirao je aukcije, prodavao vlastitu imovinu…

Godine 1922. primio je Nobelovu nagradu za mir. Jedan danski izdavač tom je prilikom udvostručio iznos nagrade. Nansen je sav novac donirao za pomoć gladnima u Rusiji u kojoj je umrlo oko 30 000 000 ljudi. Crveni križ i Liga naroda, s Nansenom na čelu, spasili su živote 7 000 000 ljudi, uglavnom djece.

Za vrijeme Grčko-turskog rata provedena je preko Lige naroda najveća razmjena ljudi  i na grčkoj i na turskoj strani.

Umro je 13. V. 1930., a počast mu je iskazana time što je sahranjen četiri dana kasnije, na Dan norveške nezavisnosti. Liga naroda u njegovu je čast osnovala “Nansenov međunarodni ured za izbjeglice” koji je nastavio njegov rad.

UN je 1954. godine ustanovio nagradu “Nansen” za pomoć izbjeglicama, koja se dodjeljuje svake godine onima koji nesebično pomažu slijedeći Nansenov primjer.

O Nansenu kao osobi najbolje govore njegova djela. Što god je radio, radio je iz osjećaja dužnosti, temeljito i predano. Svoj karakter smatrao je rezultatom roditeljskog odgoja i samoodgoja, a karakterizirali su ga idealizam, praktičnost, jednostavnost, poštenje, nesebičnost i vjera u temeljne vrijednosti i dostojanstvo čovjeka.